# Oxysarcodexia simplicoides
Oxysarcodexia simplicoides är en tvåvingeart som först beskrevs av Guilherme A.M.Lopes 1933.  Oxysarcodexia simplicoides ingår i släktet Oxysarcodexia och familjen köttflugor. Inga underarter finns listade i Catalogue of Life.